# Mljetičak
Mljetičak (en serbe cyrillique : Мљетичак) est un village du centre-ouest du Monténégro, dans la municipalité de Šavnik.

## Démographie

### Évolution historique de la population
| 1948 | 1953 | 1961 | 1971 | 1981 | 1991 | 2003 |
| ---- | ---- | ---- | ---- | ---- | ---- | ---- |
| 114  | 120  | 118  | 89   | 71   | 49   | 54   |